# Cube Entertainment
Cube Entertainment (hangul: 큐브 엔터테인먼트) är ett sydkoreanskt skivbolag och en talangagentur bildad år 2006 av Hong Seung-sung och Shin Jung-hwa. Bolaget är idag hem för musikgrupper som BtoB, CLC och Pentagon. De har tidigare bildat framgångsrika idolgrupper som 4Minute och Beast.
Starline Entertainment är ett nuvarande dotterbolag till Cube Entertainment och A Cube Entertainment var tidigare ett dotterbolag från 2011 till 2015.

## Artister

### Nuvarande
|      |
| BtoB |

|     |
| CLC |

|       |
| HyunA |

|           |
| Hyunseung |

|          |
| Pentagon |

|             |
| Roh Ji-hoon |

|          |
| Triple H |

|               |
| Trouble Maker |

|                              |
| Wax (Starline Entertainment) |